# Kjulaås
Kjulaås is een plaats in de gemeente Eskilstuna in het landschap Södermanland en de provincie Södermanlands län in Zweden. De plaats heeft 851 inwoners (2005) en een oppervlakte van 101 hectare.